# Torgon

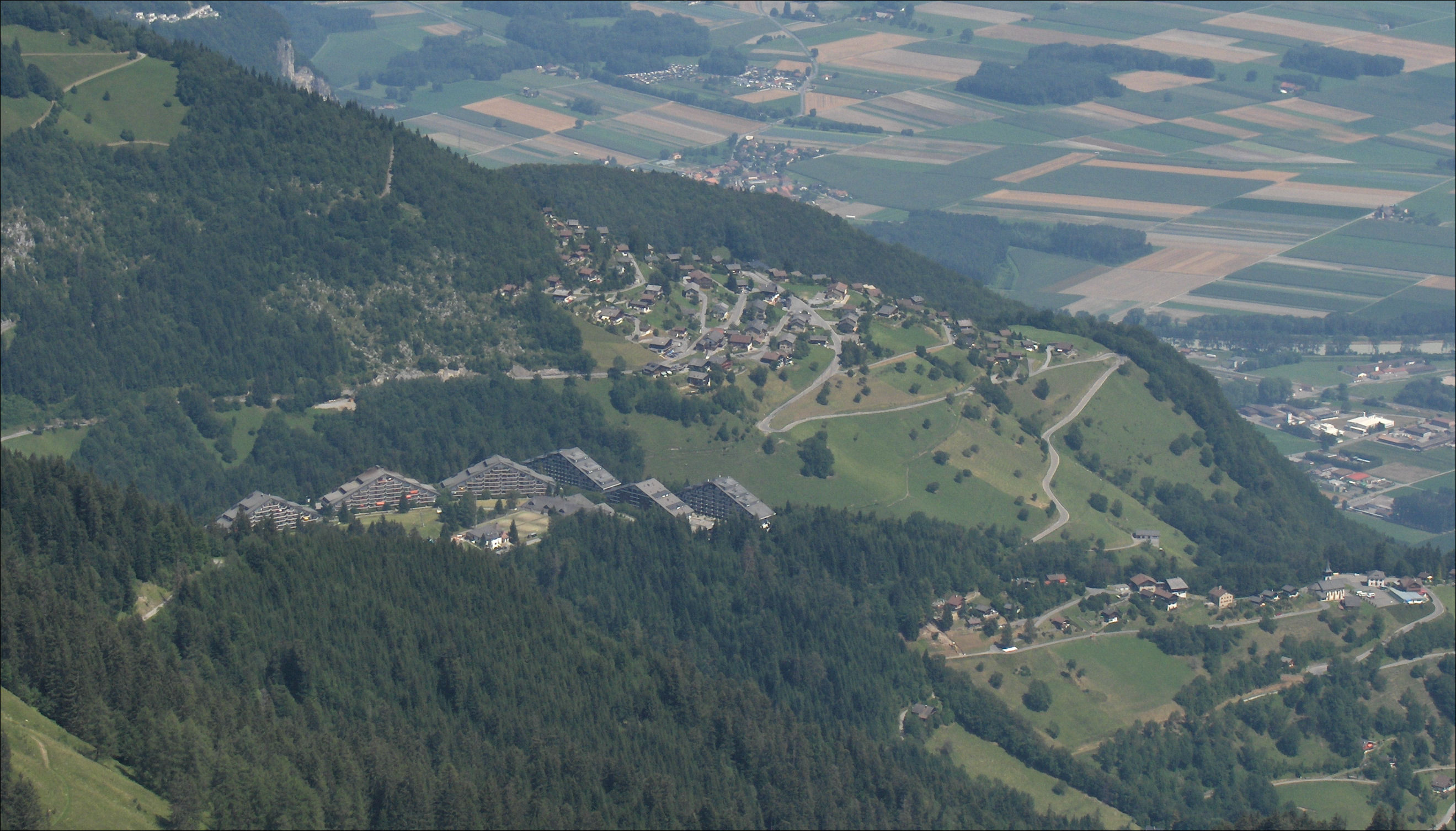
Zicht op Torgon vanop de top van de Tour de Don

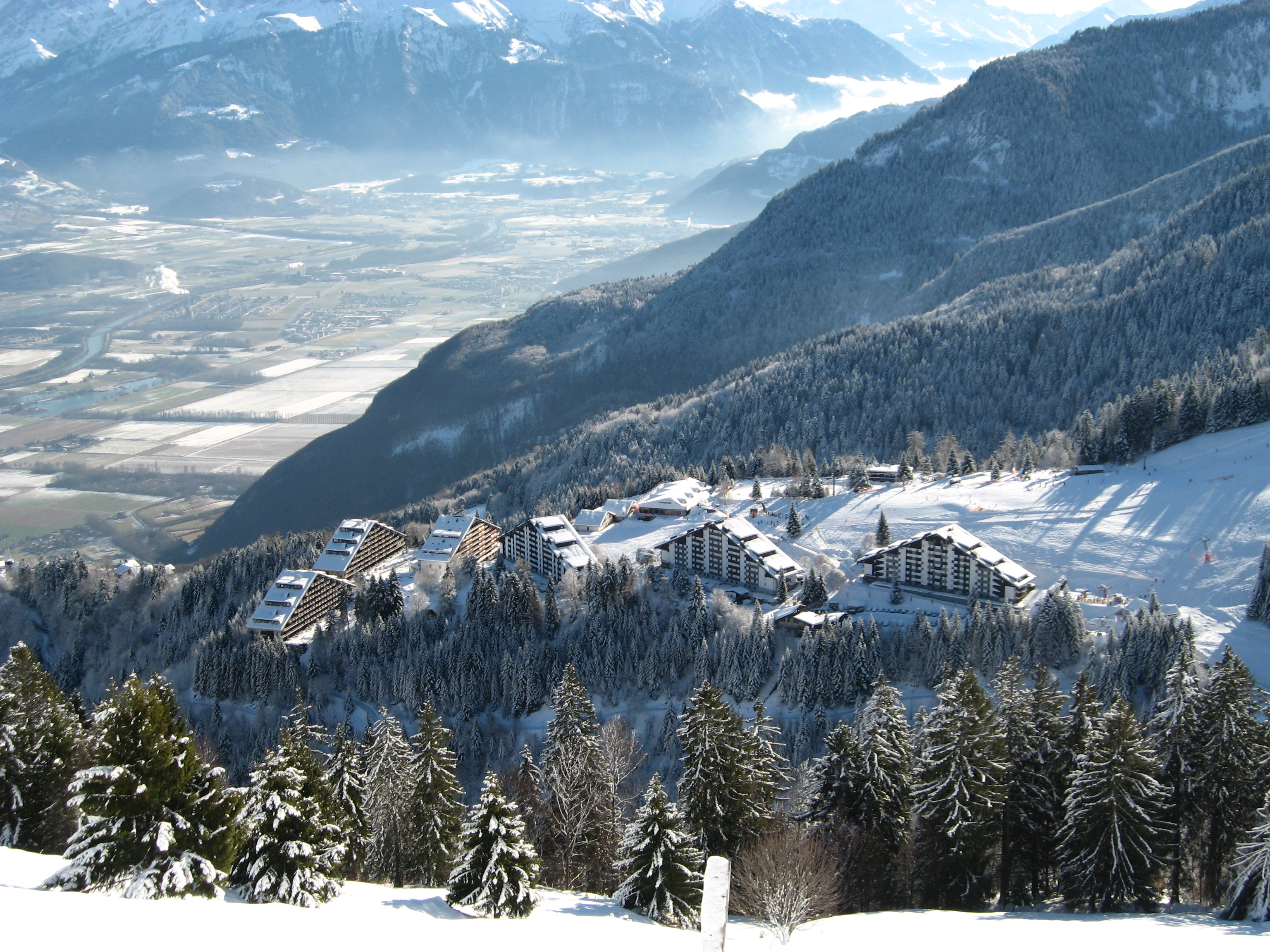
Skigebied

Torgon is een dorp in het Franstalig, westelijk deel van het Zwitserse kanton Valais, het ligt in het historisch gebied Chablais op een bergflank in het Rhônedal op een hoogte van 1.085 meter boven Vionnaz van welke gemeente het dorp ook deel uitmaakt. Het dorp wordt door de postauto bediend als openbaar transportaanbod. Het skidorp is onderdeel van het skigebied Portes du Soleil.
Gehuchten rond het dorp zijn Revereulaz, Plan de Croix, La Cheurgne en La Jorette.
Het dorp was al tweemaal de aankomstplaats in een Ronde van Romandië, in 1979 en 2019. De hellingen rond het dorp zijn ook een officieel trainingssite van het Centre Mondial du Cyclisme van de UCI.